# (22722) Timothycooper
(22722) Timothycooper est un astéroïde de la ceinture principale.

## Description
(22722) Timothycooper est un astéroïde de la ceinture principale. Il fut découvert le 16 septembre 1998 à la station Anderson Mesa par le programme LONEOS. Il présente une orbite caractérisée par un demi-grand axe de 2,71 UA, une excentricité de 0,25 et une inclinaison de 14,0° par rapport à l'écliptique.

## Compléments